# Oenomys ornatus
Oenomys ornatus es una especie de roedor de la familia Muridae.

## Distribución geográfica
Se encuentra en Costa de Marfil, Ghana, Guinea, Liberia, y Sierra Leona.

## Hábitat
Su hábitat natural son: las tierras bajas subtropicales o tropicales estacionalmente húmedas o inundadas pastizales y las tierras agrícolas.